# Чернозобик
Чернозо́бик (лат. Calidris alpina) — вид птиц из семейства бекасовых (Scolopacidae).

## Описание
Взрослый чернозобик достигает размеров от 17 до 21 см, а размах его крыльев насчитывает от 32 до 36 см. Его масса составляет от 40 до 60 г, а максимальная продолжительность жизни — 24 года. Длинный клюв окрашен в чёрный цвет и слегка изогнут. Глаза и лапки средней длины — коричневого цвета. Зимой брюшко окрашено в белый цвет, а верхняя сторона коричневая. Оперение в брачный период с нижней стороны чёрное, верхняя сторона — красновато-коричневая. Самцы и самки выглядят одинаково. Звук, издаваемый чернозобиком, звучит как «тррии».

## Распространение

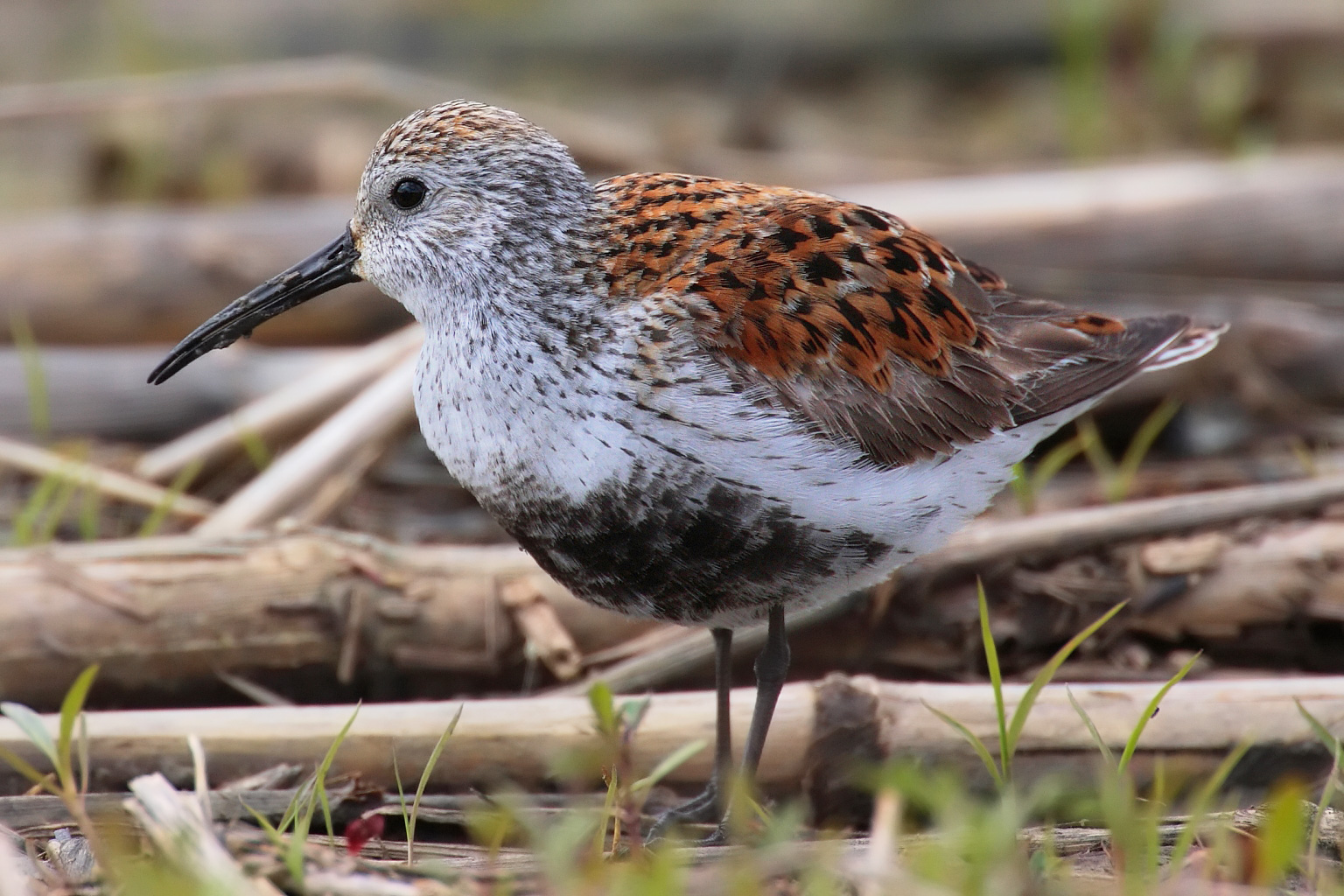
Чернозобик

Во время гнездования чернозобик обитает в тундровых местностях. Во время перелётов на юг его можно встретить в огромных количествах у мелководных побережий Европы. Зиму чернозобики проводят на Пиренейском полуострове или в Африке, предпочитая в качестве сферы обитания илистые берега, болота, пустыри и луга с низкорослой растительностью.

## Питание
Чернозобик питается насекомыми и их личинками, которых он клюёт своим приспособленным клювом в мелкой воде. Во время перелётов в пищу идут также улитки, черви и небольшие ракообразные.

## Размножение

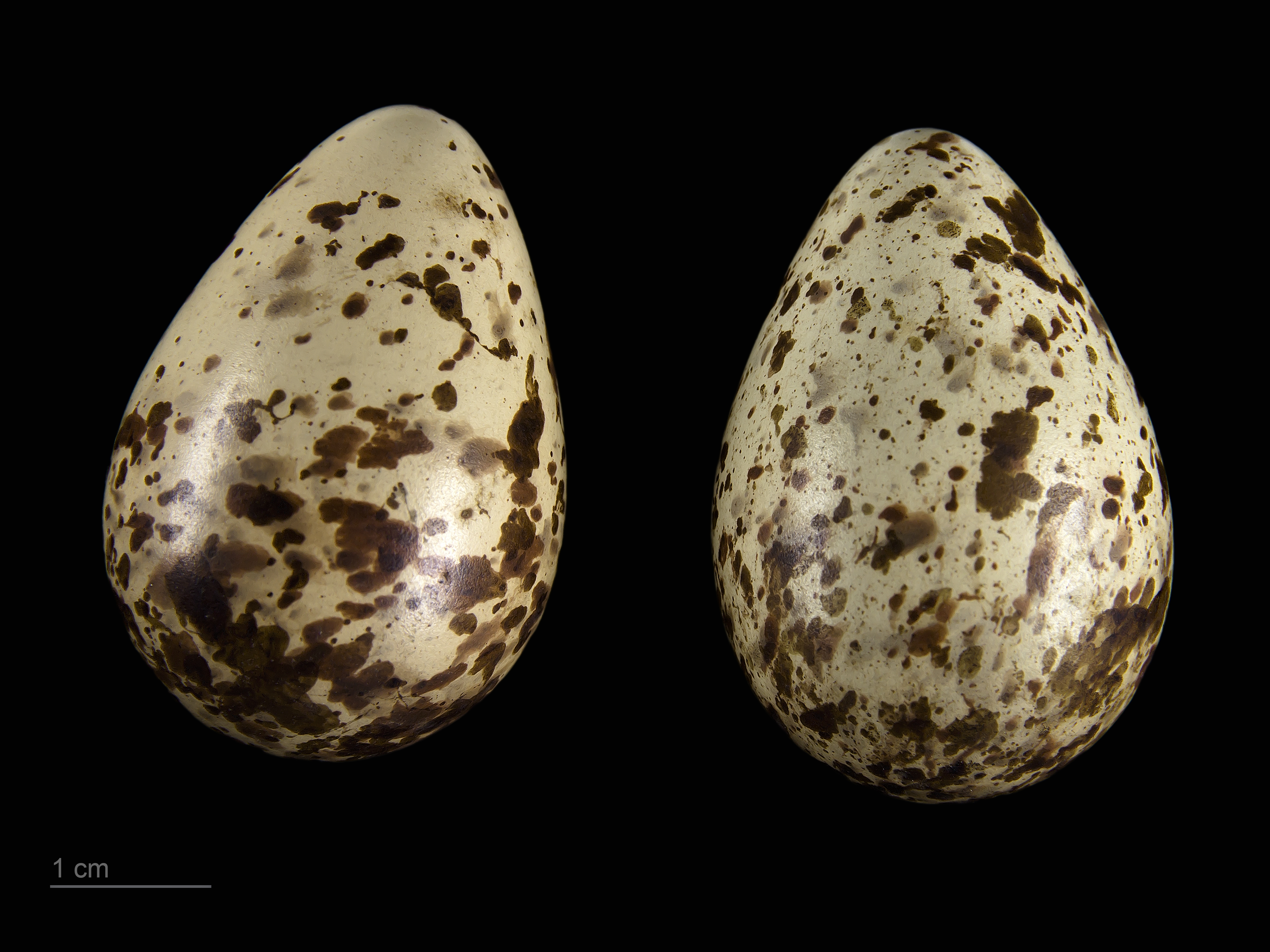
яйцо Calidris alpina alpina - Тулузский музеум

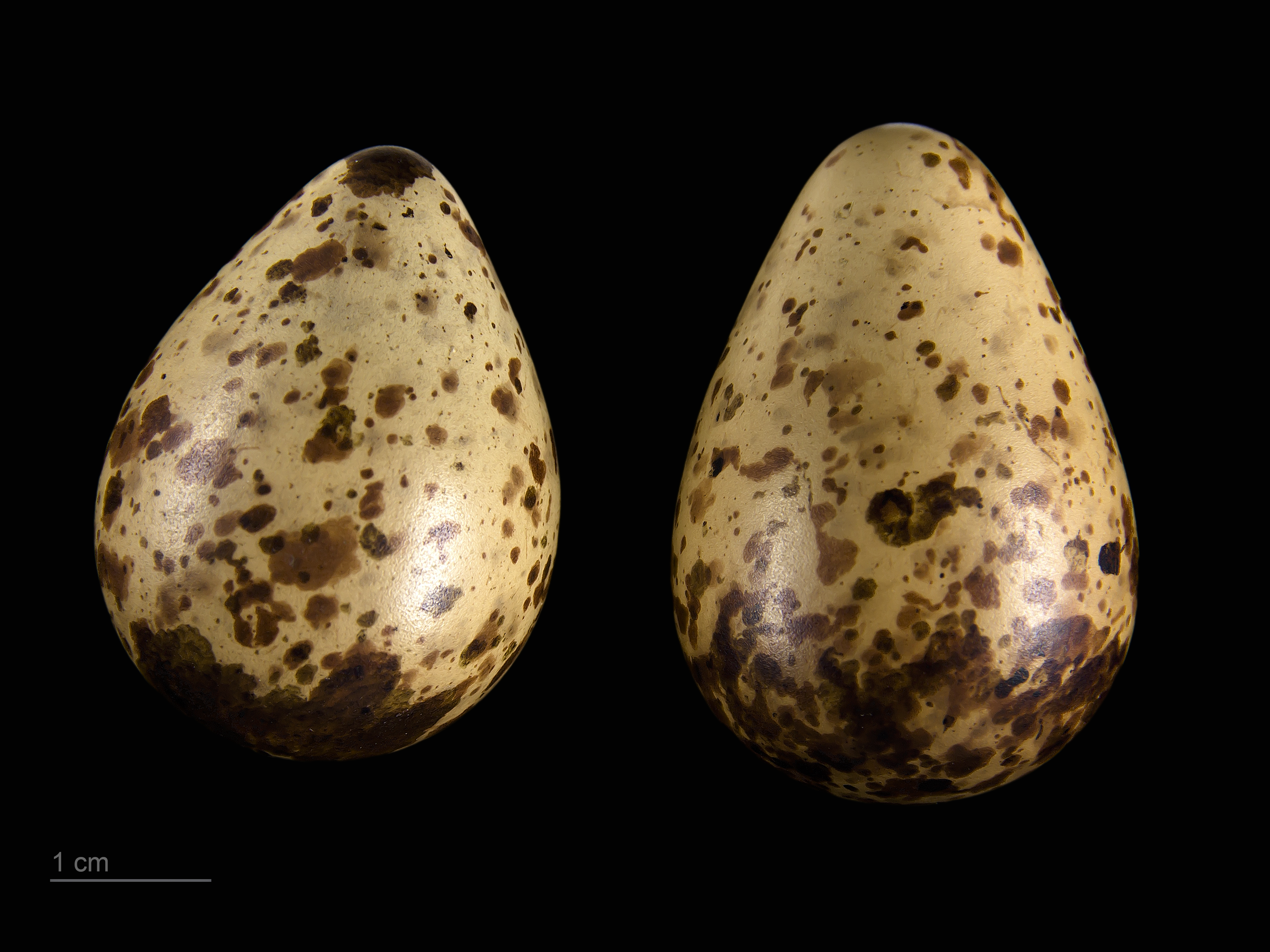
яйцо Calidris alpina schinzii - Тулузский музеум

Половая зрелость наступает в возрасте одного года. Гнездо, которое строит чернозобик, как правило хорошо спрятано в траве или кустах. Самка откладывает в период с апреля по июль до четырёх светло-коричневых, пятнистых яиц. Спустя три недели вылупливаются птенцы. Большую часть ухода за выводком обеспечивает самец, поскольку самка покидает выводок и часто покидает место размножения. По прошествии ещё трёх недель они начинают летать и знакомятся с округой.

## Подвиды
Существует 10 подвидов чернозобика:
- Calidris alpina arctica —
- Calidris alpina actites — сахалинский подвид
- Calidris alpina alpina —
- Calidris alpina arcticola — североаляскинский чернозобик
- Calidris alpina centralis — среднесибирский чернозобик
- Calidris alpina hudsonia —
- Calidris alpina kistchinski — камчатский чернозобик
- Calidris alpina pacifica — океанский чернозобик
- Calidris alpina sakhalina — чукотский чернозобик
- Calidris alpina schinzii — балтийский подвид

|  |

|  | Балтийский и сахалинский подвиды чернозобика на территории России находятся на грани исчезновения и занесены в Красную книгу России |